# قرنفل سينائي
القرنفل السينائي (باللاتينية: Dianthus sinaicus) نوع نباتي من جنس القرنفل من الفصيلة القرنفلية.

## الموئل والانتشار
موطن هذا النوع بلاد الشام ومصر.